# Хроніка Георгія Амартола
Шаблон:Твор сярэдневяковай літаратуры
«Хроніка» Георгія Амартола (або «Врємєнъникъ Гєоргиꙗ Минха», або «Книгы врємєнъныꙗ и ѡбразныꙗ Гєоргиꙗ Минха»); англ. Chronicle of George Hamartolos; Hamartolos' chronicle; фр. Chronique d'Amartol; Chronique d'Hamartolos) — твір візантійського ченця IX століття Георгія Амартола. Охоплює огляд подій від Адама до смерті східно-римського царя Феофіла (842).
Хроніка складається з короткого вступу та чотирьох книг. У першій книзі викладено історію людства до потопу, потім — історію найдавніших держав: Вавилону, Ассирії, Персії, Єгипту, Стародавнього Риму (до царювання Олександра Македонського включно). Друга книга включає біблійну історію від Адама до Антіоха. Третя — історію Римської імперії та Візантії аж до 30-х років. IV століття. Четверта книга присвячена християнському періоду історії Візантії до 842—843 років, і закінчується згадкою помісного Константинопольського собору, який відновив іконошанування.
«Хроніка» Георгія Амартола перекладена слов'янською мовою ще в ранній (Київській) Русі, час перекладу не встановлений, другий переклад («Лєтовник») зроблений в XIV столітті. Також існує переклад, відомий як тверський або троїцький список, що був написаний у Твері на рубежі XIII—XIV століть (виявлений у Троїцько-Сергіївській лаврі). «Книгы врємєнъныꙗ и ѡбразныꙗ Гєоргиꙗ Минха» відомі більш ніж у 20 списках XIV—XVII століть.

## Текстологія

### Рукописи
Хроніка збереглася у двох варіантах: перший — так звана «вульгата», що дійшов більш ніж у 30 списках, другий — відомий за грецьким рукописом Parisin. Coisl. gr. 305, XI століття, досі неопублікованим, за слов'янським перекладом XIV століття і за грузинським перекладом IX століття.
Один з найдавніших перекладаних церковнослов'янською мовою рукописів датується XIV століттям — Тверський (Троїцький) лицьовий список. Однак тут збереглася лише середня частина хроніки, що закінчується на подіях кінця IV століття. Імовірно, відсутні частини були заповнені за хронікою Симеона Логофета.

### Редакції видань
Хроніка Георгія Амартола — синтез, який поєднює як всесвітню історію до 842 року, так й початок створення світу, зберігся у двох варіантах. Один із яких був тиражований у більш, ніж 30 грецьких примірниках (у широких колах має назву «вульгата»). Інша варіація хроніки — це грецький рукопис Parisin. Coisl. gr. 305, XI ст., що збереглася в єдиному екземплярі. Крім того, твір представлений у слов'янському перекладі XIV століття, що має назву «Лєтовник». Велику роль для встановлення дати хроніки відіграв зміст пари фрагментів «вульгати», які були запозичені з «Послання трьох східних патріархів імп. Феофілу» (BHG, N 1386—1387). Через те, що повний текст пам'ятника зберігся лише в слов'янському перекладі, можна дійти висновку, що таких фрагментів налічується близько шести. Відомо, що немає жодного фрагмента в редакції Parisin. З цього випливає, що хроніка спочатку була представлена в рукописі Vindob. theol. gr. 121, а також слов'янським «Лєтовником» та грузинським перекладом зі старослов'янського. Основні відмінності першої редакції від другої полягають у тому, що цитати з біблії, а також імена святих у окремих випадках скорочені та деякі частини тексту втрачені, а іноді навіть замінені схожими фабулами.

### Видання хроніки
Хроніка візантійського ченця Георгія в імперську добу була опублікована в 1859 р. Е. фон Муральтом в Петербурзі, який спирався на тексти 27 рукописів. Ця робота не стала актуальною на заході, адже видавець нехтував хронологією твору і не був точним у висловлюваннях. К. де Боор, познайомившись з працею Муральта вирішив зробити кілька правок. В 1904 р. він опублікував два томи, в яких виклав повний текст вульгати латинською мовою, який в 1978 П. Вірт доповнив новими даними.

### Переклади слов'янською мовою
У науковому середовищі немає однозначної думки щодо походження слов'янського перекладу Хроніки Георгія Амартола. Його основною мовою є церковнослов'янська з характерним впливом східнослов'янської. Сам переклад з'явився не раніше 963 року (дату пов'язують з ім'ям імператора Никифора Фоки, згаданому в тексті) і не пізніше середини XI століття, тоді вже перекладений текст був використаний для складання «Хронографа по великому изложению».
Наявність руських слів у перекладі відзначено І. І. Срезневським. Він вважав їх частиною редакції тексту, що дійшла до нас, але й не заперечував, що початковий переклад міг бути або болгарським, або руським. О. І. Соболевський гадав, що переклад мав болгарське походження і пізніше з нього було зроблено переклад на Русі за грецьким зразком.
Велика кількість руських слів (українізмів) багатьом дало підставу вважати переклад безпосередньо руською, виконаною в стародавній Русі. Так, В. М. Істрін, як обґрунтування цього висновку наводить пласт східнослов'янських лексем і вказує на фонетичні та граматичні особливості мови перекладу. Однак навіть сам учений деякі свої аргументи вважав ненадійними, як, наприклад, використання повноголосих форм. З упевненістю можна сказати лише те, що переклад було призначено для східнослов'янського читача.
Аналіз лексики твора говорить про те, що для перекладача рідною мовою, швидше за все, була болгарська. Про це свідчить ряд архаїчних та екзотичних болгаризмів, які не є лексичними запозиченнями у строгому розумінні. Вживані руські фонеми найчастіше можна зарахувати до предметів матеріального світу, такі слова й форми легко міг би засвоїти болгарський перекладач, що працював над текстом один (гіпотеза Мілоша Вайнгарта) або з групою книжників.
Схожі слововживання з Хронікою у таких творах, як Повість про Варлаама та Іоасафа та Мучення св. Артемія дозволяють припустити, що ці три переклади були створені одним колом осіб, до якого належали болгарські книжники, які працювали на Русі, та їх руські колеги.

## Художні особливості
Важлива особливість Хроніки — її компілятивність. Георгій Амартол широко цитує християнські твори. Наприклад, агіографічні тексти (такі як Житіє св. Сильвестра, мучеництва св. Патрикія та Євстратія), праці Іоанна Златоуста, Євсевія Кесарійського . Зазначається, що через це важко визначити стиль самого Георгія Амартола. Проте, текст хроніки відрізняється порівняльною простотою синтаксису та лексики. У передмові до хроніки автор зазначає, що хоче правдиво та точно донести інформацію до читача. Герберт Гунгер зазначає, що це вплинуло на широку поширеність Хроніки серед різних верств населення стародавньої Русі.

## Історичне значення
Хроніка Георгія Амартола — одна з найдавніших перекладних пам'яток стародавньої Русі. Вона охоплює значний період історії від Адама (першої людини) до початку правління візантійського імператора Михайла III . Далі вона була продовжена до подій 948 р. Симеоном Логофетом. Переклад Хроніки набув широкого поширення на Русі, про що свідчать численні списки, до яких вона була включена.
Значний вплив Хроніка справила на «Повість временних літ». Встановлено, що літопис Нестора має близько семи подібних місць із хронікою Георгія Амартола. Насамперед, це походи Аскольда та Діра (866) та Олега (906) на Візантію. Також хронікою користується П. Строєв при виданні праці «Софійський врємєнникъ».